# Путь живописи
Путь живописи — творческое объединение московских художников, действовавшее в 1925—1930 годах. 
Было создано по инициативе Льва Жегина после распада объединения «Маковец».

## Творческое объединение
В объединение входили Т. Б. Александрова, П. П. Бабичев, И. Г. Николаевцев, В. Е. Пестель, В. А. Коротеев, С. И. Гриб, Г. В. Костюхин, В. А. Дмитриев и В. И. Губин.
Члены объединения дали несколько всероссийских выставок.

Программа выставок была декларирована Л. Ф. Жегиным в каталоге выставки в Париже (1928):
«Наша выставка — первый этап на пути к утверждению живописного образа… Нам одинаково чужды абстрактные построения формалистов и туманные искания художников, зовущих себя символистами: пути первых привели к аналитическому разложению предметов; пути вторых — к стилизации и эклектизму, так как, пытаясь заменить предмет условным знаком, и те и другие вышли из границ живописной формы и разбили живой образ. Мы же не стилизуем форму и не заменяем предмет знаком — мы хотим создать образ, существующий самостоятельной жизнью, параллельно предмету, существующему в реальном мире. Мы ищем искусства реалистического как по форме, так и по содержанию и по сюжету. В равновесии между формой и содержанием или даже в полной нераздельности этих понятий мы видим путь к осуществлению такого искусства»
В 1930 году выставки объединения были подвергнуты критике Пролеткульта за формализм и безыдейность. Деятельность объединения была прекращена.

## Выставки
Объединение провело три выставки:
- 1927 — в Москве
- 1928 — в Париже
- 1930 — в Москве.

В 1970 году в Москве была организована выставка членов объединения «Путь живописи».